# Vaiavy Chila
Vaiavy Chila, beter bekend bij haar achternaam, is een Malagassisch zangeres en componiste van de salegymuziek. Ze wordt ook wel de Prinses van de salegy genoemd, zo wordt Ninie Doniah de Koningin van de salegy genoemd. In haar vroege carrière danste ze bij Tianjama en Jaojoby Junior (een band opgericht door de kinderen van Eusèbe Jaojoby, de Koning van de Salegy). Haar stijl komt overeen met de salegy mahangôma en ze treedt vaak op in groepen, met steun van muzikanten en dansers. In 2013 lanceerde de zangeres een internationale tour om haar vijfde album te promoten.
Sinds haar solo-optredens in 2004 heeft ze 5 albums uitgebracht, vier daarvan zijn: 
- Mahangôma
- Walli Walla
- Nahita Zaho Anao Niany
- Zaho Tia Anao Vadiko